# Xaniona
Xaniona är ett släkte av insekter. Xaniona ingår i familjen dvärgstritar.

## Dottertaxa tillXaniona, i alfabetisk ordning[1]
- Xaniona akashiella
- Xaniona auriceps
- Xaniona biguttata
- Xaniona cerina
- Xaniona chobauti
- Xaniona compacta
- Xaniona complicata
- Xaniona cruenta
- Xaniona fedtschenkoi
- Xaniona festiva
- Xaniona flavescens
- Xaniona flavicostalis
- Xaniona flavipennis
- Xaniona frontalis
- Xaniona galacta
- Xaniona genalis
- Xaniona internalis
- Xaniona lepida
- Xaniona maculipennis
- Xaniona margineguttata
- Xaniona molops
- Xaniona nebulosa
- Xaniona nigricostalis
- Xaniona pavesii
- Xaniona pulchella
- Xaniona punctum
- Xaniona quadriguttata
- Xaniona reticulata
- Xaniona robertiana
- Xaniona rubrasvulva
- Xaniona rubrovenosa
- Xaniona sachalinensis
- Xaniona sahlbergi
- Xaniona sexnotata
- Xaniona suzukii
- Xaniona takizawai
- Xaniona tangerica
- Xaniona thoracica
- Xaniona validinervis
- Xaniona viridis